# 曹充
曹充（?—?），鲁国薛县（今山东省滕州市）人。东汉学者、经学家。
曹充修习庆氏《礼记》，建武年间就拜为博士，曾随汉光武帝出巡泰山，协助定制封禅大礼。再受诏议立七郊、三雍、大射、养老礼仪。汉明帝即位，曹充认为：“汉朝再次受天命，仍有封禅之事，但是礼乐缺失，不能让后代效法。五帝不相沿乐，三王不相袭礼，大汉应当自己制礼，以示百世。”汉明帝问：“制礼乐叫什么？”曹充回答：“《河图括地象》说：‘有汉世礼乐文雅出。’《尚书璇机钤》说：‘有帝汉出，德洽作乐，名予。’”“汉明帝同意，下诏："现在改太乐官为太予乐，歌诗曲操，以等待君子。”曹充担任拜侍中，作章句辩难，於是有庆氏学传世。其子曹褒。